# Discapseudes colombiensis
Discapseudes colombiensis is een naaldkreeftjessoort uit de familie van de Parapseudidae. De wetenschappelijke naam van de soort is voor het eerst geldig gepubliceerd in 1995 door Gutu & Ramos.